# 野櫻莓
野櫻莓（学名：Aronia melanocarpa，英文：Black chokeberry），是薔薇科的一種落葉灌木，原產於北美洲東部濕樹林和沼澤。野櫻莓被栽培為觀賞和植物和經濟作物，果實可以生吃，也能用來製作酒、果醬、糖漿、果汁、茶、沙拉、啤酒和冰淇淋。

## 特征和分類
葉彼此互生，針形，圓齒和羽脈狀，到了秋天樹葉會變成暗紅色，黑色的毛狀出現在葉中脈的表面，花很小，有5個花瓣和5個萼片，並且在10-25傘狀花序，果實是一個小梨果，具有非常澀的味道。
野櫻莓產於北美洲東部，有兩個著名的品種，其果色為紅色、黑色，紫色的野櫻莓是其原產地兩者自然雜交而成。紅色的野櫻莓，通常高度為2-4公尺，葉子底部寬5-8，花為白色或淡粉色，寬約1厘米，果實為紅色，4-10毫米寬，產至到冬天。 
黑色的野櫻莓，略小，高度幾乎超過1公尺高。葉子較小，不超過6厘米寬。花是白色，寬1.5厘米，無毛與萼片，果實為黑色，6-9毫米寬，沒有產至冬天。 
紫色的野櫻莓，果實為暗紫色偏黑色，7-10毫米的寬度，產至冬天。植物學家艾倫·威克利認為這是一種全面的物種，而不是混合紅色、黑色野櫻莓。

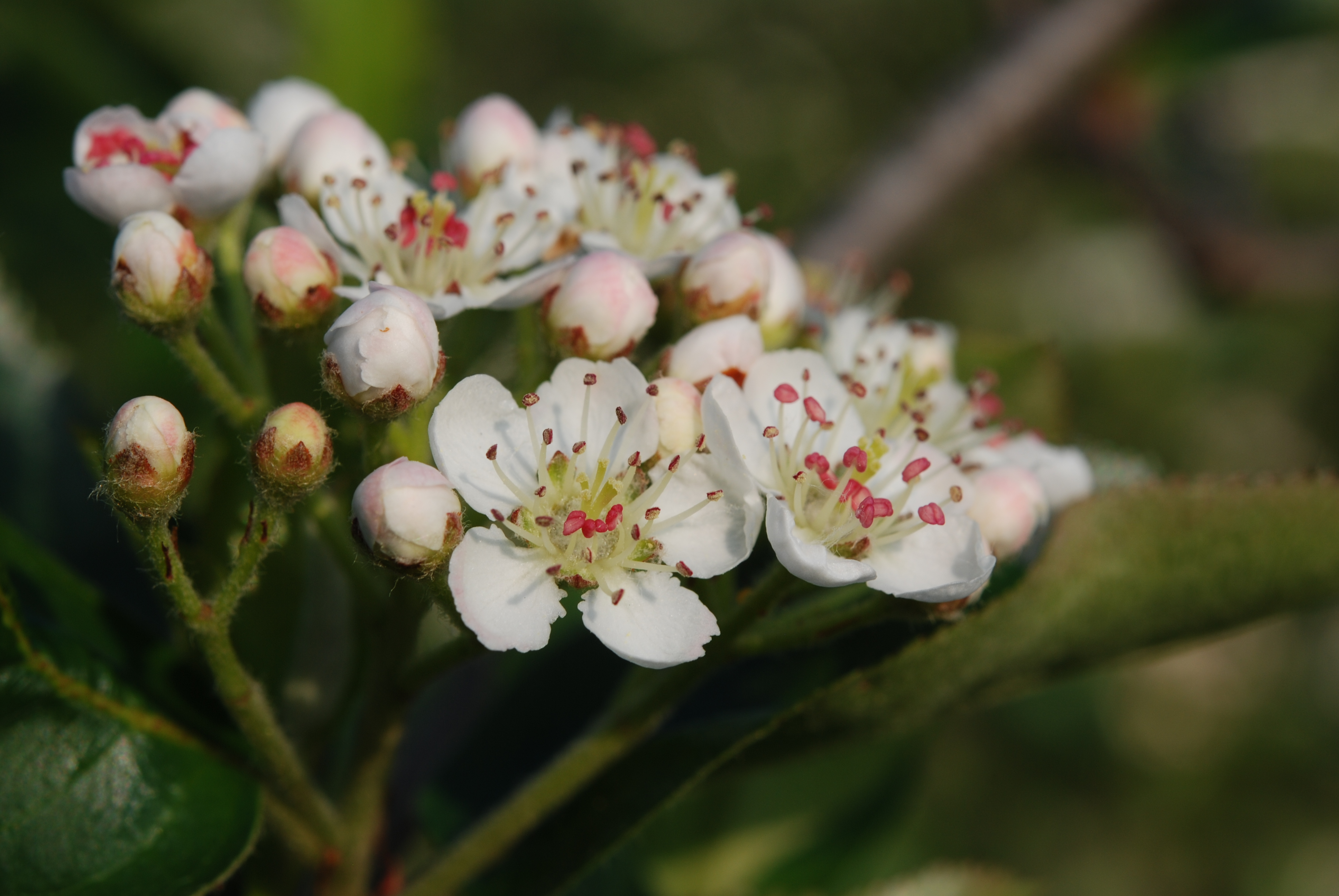
野櫻莓花

## 產品及用途
野櫻莓耐乾旱、蟲害、污染和疾病。波蘭將野櫻莓乾燥，與草藥茶、黑醋栗混合，野櫻莓也常被用作香料或著色劑的飲料或酸奶。
野櫻莓成熟漿果果汁有點澀，略帶點甜（中度含糖量），微酸（低pH值）。漿果有獨特的風味，除了作為果汁外，也可以用來作烤麵包的添加物。在美國和加拿大，野櫻莓漿果則被用於果汁產品，主要的銷售特點是它的抗氧化性能。

## 营养
野櫻莓黑色的色素沉著是來自密集的多酚含量，尤其是花青素。總多酚含量為每100克新鮮果實1752毫克，花青素含量為每100克1480毫克，而原花青素濃度為每100克664毫克。
野櫻莓也含有對人體有益礦物質和維生素，即：維生素B6、B12、E、C，葉酸，奎寧酸，多酚酸，單寧，兒茶素，槲黃素，芸香素，橙皮苷，白藜蘆醇...等等。

## ORAC
在抗氧化強度的標準測量中---氧自由基吸收能力和抗氧化能力指數（ORAC），野櫻莓是所有水果中數值最高的---每100克含16,062 micromoles of Trolox Eq. 其原因為野櫻莓所富含的花青素和原花青素，這也許可以解釋其所帶有的澀味。

## 初步研究
野櫻莓的潛在機能可以降低造成疾病的風險，包括：
- 降低血液中的膽固醇
- 結直腸癌
- 心血管疾病
- 慢性炎症
- 胃粘膜疾病（消化性潰瘍）
- 眼球炎（葡萄膜炎）
- 肝功能衰竭
- 抗粘連性能
- 乳腺癌
- 高血壓
- 宮頸癌
- 免疫調節作用

## 延伸閱讀
- Aronia: The North American super berry with cancer-fighting properties （页面存档备份，存于） by Chris Kilham Fox News, June 7, 2013

## 外部連結

野櫻莓果實

- Hortnet: Aronia melanocarpa, Plant of the Month （页面存档备份，存于）